# Ipomoea indica
La campanita morada, batatilla de Indias o maravilla (Ipomoea indica) es una especie de enredadera perenne en la familia Convolvulaceae.

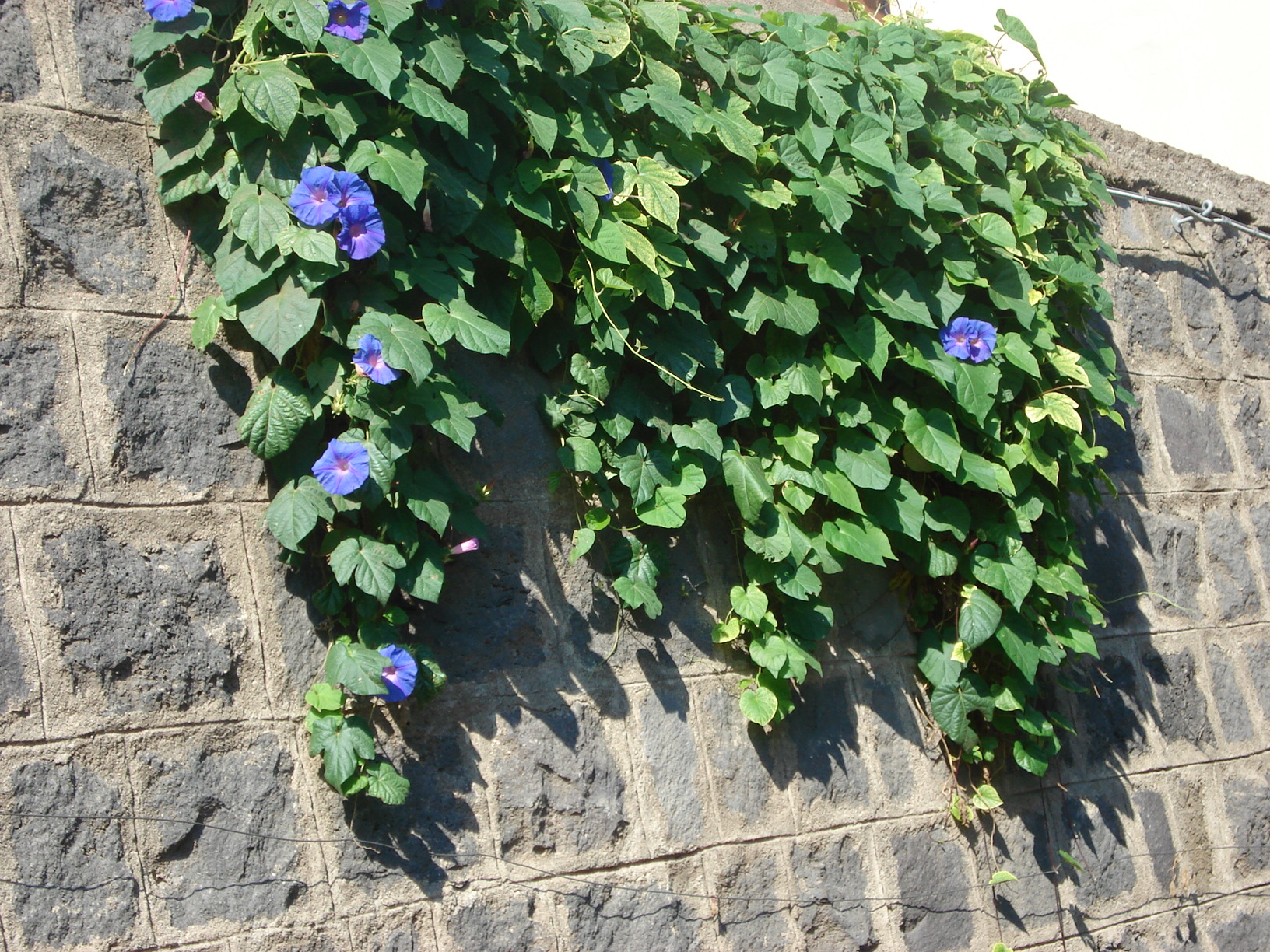
Vista de la planta

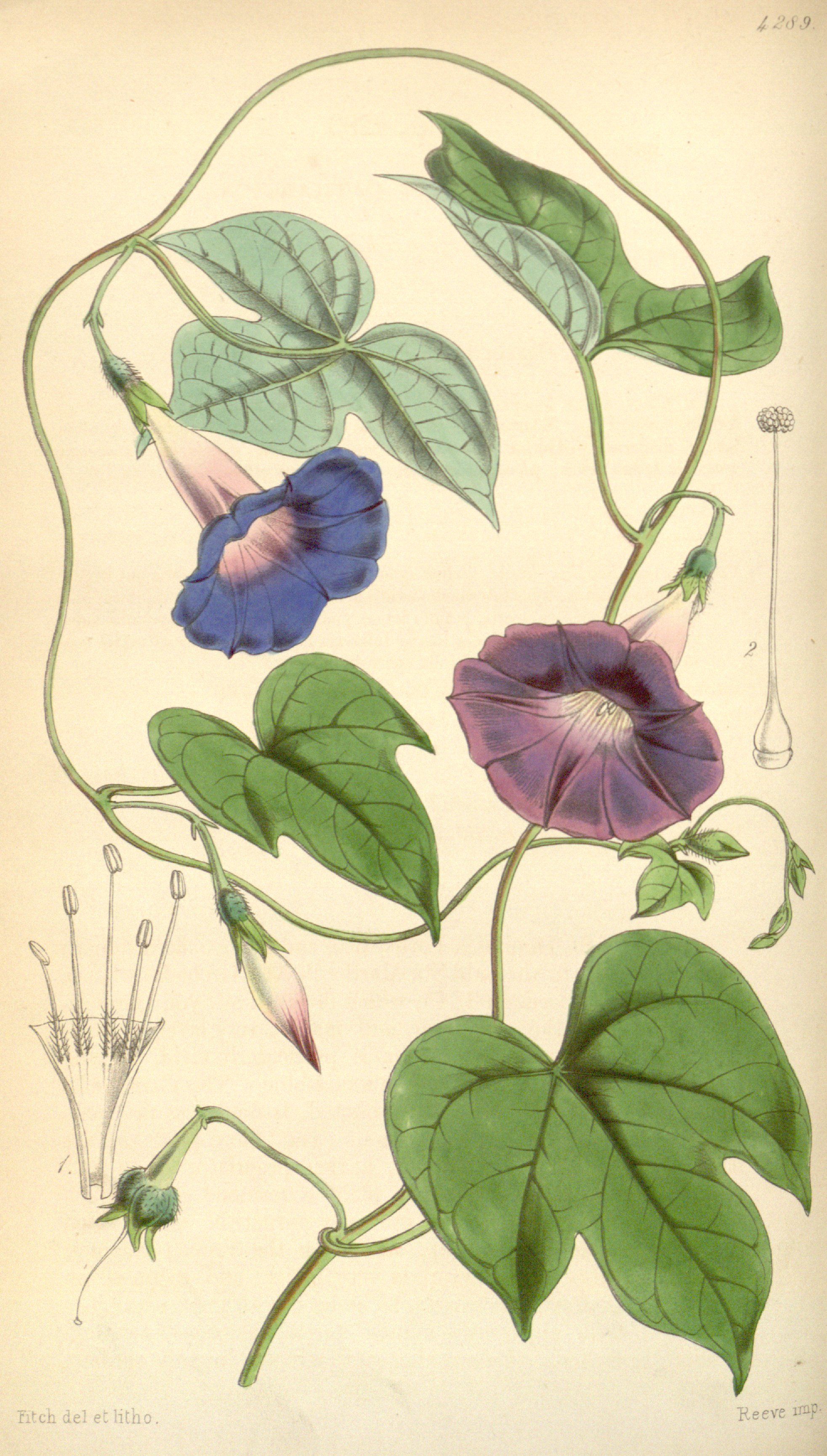
Ilustración

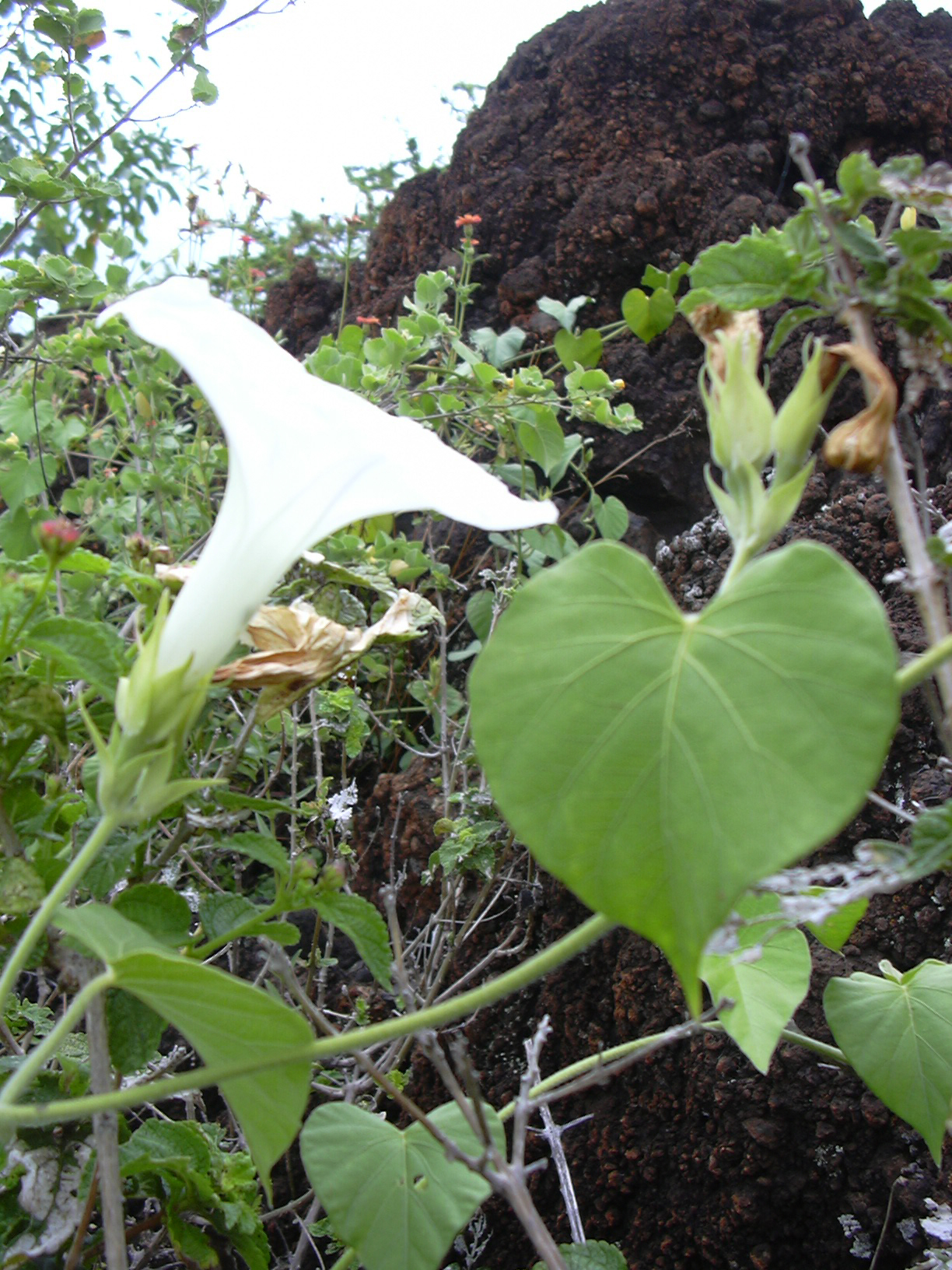
En su hábitat

## Hábitat natural y carácter invasor
Nativa de Hawái y de los trópicos del Nuevo Mundo, pero ya es una especie invasora en Australia y otros lugares. También se encuentra en ciertas regiones de Sudamérica. Se cultiva en jardines e invernáculos por sus grandes flores azules. Es muy nectarina, buscada por los apiarios.
Esta planta está prohibida en Canarias y en Baleares, ya que debido a su potencial colonizador y constituir una amenaza grave para las especies autóctonas, los hábitats o los ecosistemas, esta especie ha sido incluida en el Catálogo Español de Especies Exóticas Invasoras, regulado por el Real Decreto 630/2013, de 2 de agosto, estando prohibida en Baleares y en Canarias su introducción en el medio natural, posesión, transporte, tráfico y comercio.

## Descripción
Tiene hojas lobuladas, flores grandes y moradas, pétalos soldados en toda su longitud (tubulares, como pasa en todas las convolvuláceas). Ipomoea purpurea es parecida pero con flores más pequeñas, hojas enteras y ciclo anual.

## Taxonomía
Ipomoea indica fue descrita por (Burm.) Merr. y publicado en An Interpretation of Rumphius's Herbarium Amboinense 445. 1917.
Etimología
Ver: Ipomoea
indica: epíteto geográfico que alude a su localización en el Océano Índico. 
Sinonimia
- Convolvulus indicus Burm. 1755
- Convolvulus acuminatus Vahl 1794
- Convolvulus congestus (R.Br.) Spreng.
- Convolvulus variabilis Schltdl. & Cham. 1830
- Ipomoea acuminata (Vahl) Roemer & Schult. 1819
- Ipomoea amoena Blume
- Ipomoea cataractae Endl.
- Ipomoea cathartica Poir. 1816
- Ipomoea congesta R.Br.
- Ipomoea insularis (Choisy) Steud., 1840
- Ipomoea kiuninsularis Masamune
- Ipomoea leari Knight ex Paxton, 1839
- Ipomoea mutabilis Ker Gawl. 1816
- Ipomoea vahliana House 1908
- Ipomoea variabilis (Schlecht. & Cham.) Choisy, 1845
- Parasitipomoea formosana Hayata
- Pharbitis acuminata (Vahl) Choisy, 1845
- Pharbitis acuminata var. congesta (R.Br.) Choisy
- Pharbitis cathartica (Poir.) Choisy, 1845
- Pharbitis indica (Burm.) R.C.Fang
- Pharbitis insularis Choisy
- Pharbitis learii (Paxton) Lindl.[4]